# Hanau epe

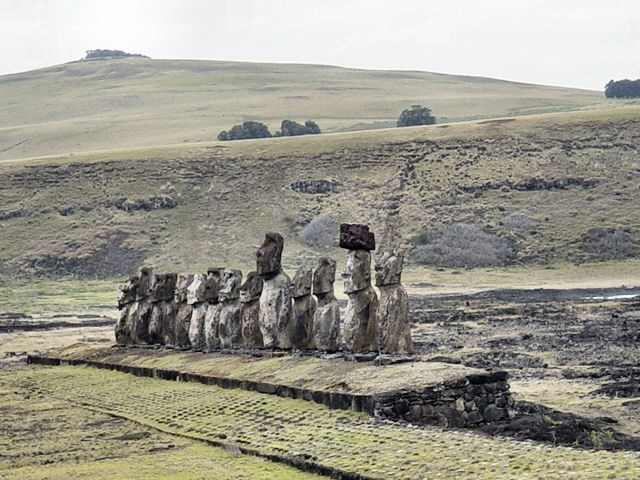
Ahu Tongariki, et le mont Poike en arrière plan : l'entrée de la tranchée du Poike où la bataille finale est supposée avoir eu lieu.

Les Hanau epe ou également Hanau eepe, qui signifierait « longues oreilles », est un peuple semi-légendaire qui aurait vécu sur l'île de Pâques, où ils seraient entrés en conflit avec un autre peuple autochtone connu sous le nom de Hanau momoko ou « courtes oreilles ». Une bataille décisive s'est produite qui a conduit à la défaite et à l'extermination des Hanau epe. Selon la légende, ces événements sont censés avoir eu lieu entre le XVIe siècle et le XVIIIe siècle, probablement à la fin du XVIIe siècle.
Les faits historiques derrière cet événement, dans l'hypothèse où ils seraient avérés, sont au moins contestés. Bien que le peuple victorieux, les « Hanau momoko » soit communément supposés être les ancêtres de la population polynésienne survivante, il reste beaucoup de spéculations sur l'identité des Hanau epe. Diverses théories ont été avancées, en particulier l'affirmation de Thor Heyerdahl pour qui il s'agissait d'anciens migrants venus du Pérou qui étaient les premiers occupants de l'île et les créateurs de ses célèbres monuments en pierre, les Moaïs.
Les théories de Heyerdahl n'ont pas reçu beaucoup de soutien au sein des savants contemporains, et beaucoup doutent que les événements décrits dans cette histoire aient jamais eu lieu. Il a également été avancé que les désignations traditionnelles des belligérants, les « longues oreilles » et les « courtes oreilles », étaient le fruit d'une interprétation erronée d'expressions ressemblant à des termes qui signifient peuples « trapus » et « minces ».

## Histoire
Il existe deux légendes sur la façon dont les Hanpe epe seraient arrivés sur l'île de Pâques. La première mentionne qu'ils sont arrivés quelque temps après les Polynésiens locaux et ont essayé de les asservir. Cependant, certains récits antérieurs décrivent les Hanau epe comme les premiers habitants et les Polynésiens comme des migrants originaires de Rapa Iti. Alternativement, une hypothèse évoque la possibilité que les « epe » et les « momoko » étaient deux groupes ou factions issues de la population polynésienne. Une version précise que les deux groupes provenaient des équipages originaux du chef polynésien Hotu Matu'a, qui a fondé son campement sur l'île de Pâques.
L'histoire décrit deux groupes qui ont vécu en harmonie jusqu'à ce qu'un conflit survienne. La source du conflit varie selon les différents récits et pérégrinations de la légende. Les Hanau epe furent bientôt accablés par les Hanau momoko et furent obligés de se retirer, se réfugiant dans un coin de l'île près de Poike, un lieu protégé par une longue tranchée qu'ils transformèrent en pare-feu. Ils avaient l'intention de tuer les Hanau momoko en les brûlant dans leur tranchée. Les Hanau momoko trouvèrent un chemin autour de la tranchée, attaquant les Hanau epe par derrière en les repoussant dans leurs propres feux. Tous les Hanau epe — sauf deux d'entre eux — furent tués et ensuite enterrés dans la tranchée. Les deux rescapés ont trouvé refuge dans une grotte, dans laquelle l'un d'entre eux fut retrouvé et tué, laissant derrière lui un seul survivant,. La tranchée a été nommée par la suite Ko Te Umu O Te Hanau Epepe, soit le four de Hanau eepe.

## Théories

### Signification des noms
L'interprétation traditionnelle des noms a généralement été expliquée comme une référence à la pratique culturelle qui consiste à insérer des ornements dans le lobe de l'oreille pour l'étendre, le groupe des « longues oreilles » utilisant les ornements pour signifier un statut de classe supérieure ou une différence ethnique marquée par rapport aux « courtes oreilles ». Cependant, les chercheurs sont revenus sur cette explication pour finalement affirmer que les noms ne font référence aux oreilles d'aucune sorte. Sebastian Englert déclare que « longues oreilles » est une interprétation erronée des Hanau eepe, qui signifierait plutôt « race robuste ». L'entrée du dictionnaire d'Englert pour hanau propose « race, groupe ethnique », Hanau eepe, la race trapue, hanau momoko, la race élancée (ces termes ont été mal traduits en « longues oreilles » et « courtes oreilles »). Steven R. Fischer soutient lui aussi que la traduction habituelle est erronée et que les termes devraient se référer aux peuples trapus et aux peuples minces.

### La bataille

Île de Pâques. La péninsule Poike à droite est naturellement isolée par la tranchée qui va de Tongariki au sud à Taharoa au nord.

Le fait qu'une bataille ait eu lieu dans la tranchée Poike est lui-même contesté. Une étude en 1961 a pu dater une couche de cendres dans la tranchée remontant à 1676, confirmant à première vue l'hypothèse d'un incendie au moment où la bataille est censée avoir eu lieu. Cependant, en 1993, Jo Anne Van Tilburg a écrit dans la revue Archaeology : « Les fouilles de l'Université du Chili de la prétendue tranchée de Poike n'ont pas permis de localiser de traces de charbon de bois ou d'os et ainsi prouver que la bataille légendaire ait effectivement eu lieu. On a suggéré que la tranchée était en fait utilisée pour contenir une série de fours en terre, ou de fosses de cuisson, pour préparer la nourriture des ouvriers d'une carrière voisine.

### Différences ethniques

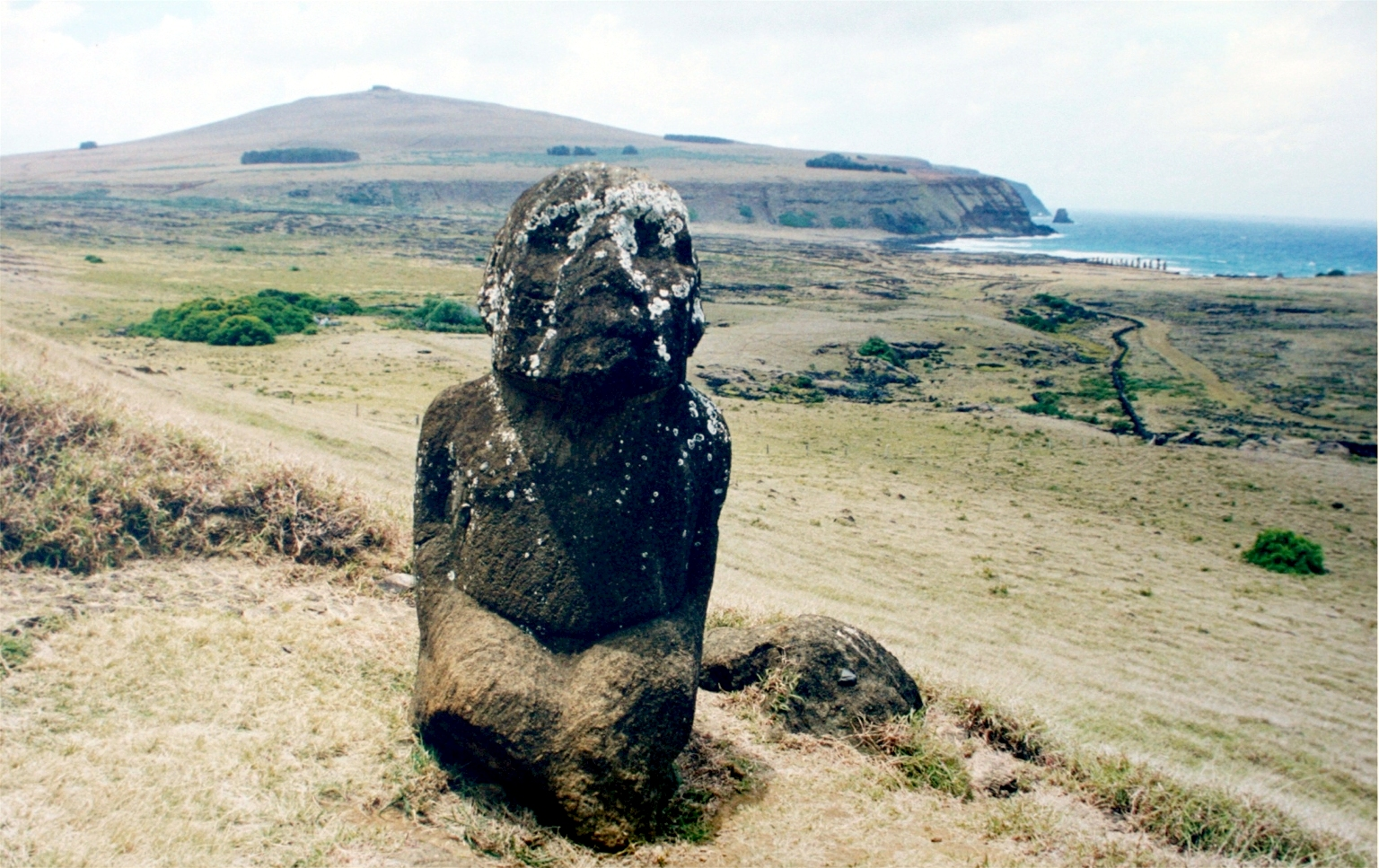
Les moaïs présentent des ressemblances avec les statues situées près du lac Titicaca en Amérique du Sud.

Diverses théories ont été avancées pour expliquer la différence ethnique supposée entre les deux groupes. Thor Heyerdahl a popularisé l'opinion selon laquelle ils formaient un peuple indigène d'Amérique du Sud, qui était de peau pâle et à cheveux roux.  L'expédition du Kon-Tiki de Heyerdahl a été conçue pour démontrer que des migrants du Pérou auraient pu atteindre la Polynésie. Il croyait que les Hanau epe étaient les premiers habitants de l'île; ils auraient créé ses monuments uniques, qui ressemblent à des sculptures similaires trouvées dans les Amériques, mais auraient finalement été tués par des Polynésiens ou une vague plus tardive de migrants venus de la côte nord-ouest de l'Amérique.

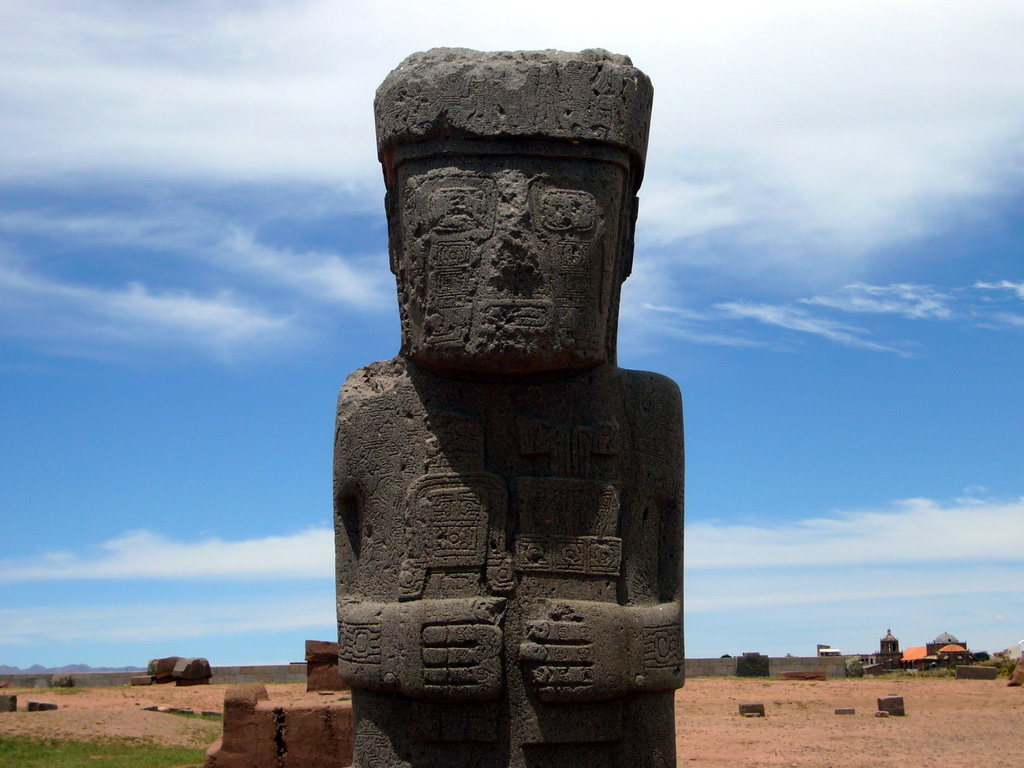
Le monolithe Ponce en Bolivie présente des ressemblances avec les Moaïs de l'île de Pâques.

Wilhelm et Sandoval en 1966 ont estimé qu'ils sont venus plus tardivement que les disciples de Hotu Matu'a, probablement par une autre vague de Polynésiens. Rupert Ivan Murrill, soutient dans un écrit en 1969, que les deux groupes étaient polynésiens. La plupart des preuves suggèrent que les premiers habitants de l'île de Pâques étaient d'origine polynésienne. Steven R. Fischer déclare que l'histoire décrit les conflits qui ont surgi au XVIIe siècle en raison de la division de l'île en clans rivaux. Les Hanau momoko étaient un peuple originaire d'un « apu occidental », tandis que les Hanau epe venaient de Poike. L'histoire « rappelle la division de l'île en deux Hanau concurrents, les Tu'u et les Otu Iti. Il est possible que la légende décrive un conflit réel qui a eu lieu au nord de Tongariki entre ces deux « nations », peut-être dès le XVIe siècle ».
On a également soutenu que la différence entre les deux peuples était d'abord une question de classe sociale, pas une question de race, ni de culture, ni une dispute pour le contrôle d'un territoire. L'un des points de vue est que les Hanau momoko étaient de statut social inférieur, tandis que les Hanau epe, bien battis ou aux longues oreilles « ornées », constituaient la classe dirigeante. Thomas Barthel, qui a étudié les traditions orales de l'île, a soutenu, en revanche, que les Hanau epe étaient le groupe subordonné, installé à Poike loin du principal centre de pouvoir.